# Música de Nier
Nier es un videojuego RPG desarrollado por Cavia y publicado por Square Enix. La música de Nier fue compuesta por Keiichi Okabe con miembros de su estudio, Monaca, Kakeru Ishihama y Keigo Hoashi, y Takafumi Nishimura de Cavia. Los soundtracks inspiraron el lanzamiento de otros 2 álbumes oficiales de Square Enix, "NieR Gestalt & Replicant Original Soundtrack" y "NieR Gestalt & Replicant 15 Nightmares & Arrange Tracks". Como bonus especial de la preorden del juego en Japón, se incluyeron 2 miniálbumes llamados "NieR Gestalt Mini Album" y "NieR Replicant Mini Album". Un tercer álbum llamado "NieR Tribute Album -echo-" fue lanzado el 14 de septiembre de 2011.
La música del juego fue altamente elogiada, los críticos lo reconocieron como una de las mejores bandas sonoras de un videojuego del año, reconociendo la originalidad de las composiciones y la belleza del trabajo vocal de Emi Evans. El álbum modificado, que también fue bien recibido, fue percibido por los críticos un poco más débil que el original y no fue suficiente para superar las expectativas que el original había creado. Ambos álbumes vendieron lo suficiente para aparecer en la lista de música japonesa Oricon, "NieR Gestalt & Replicant Original Soundtrack" llegó al número 24, mientras que "NieR Gestalt & Replicant 15 Nightmares & Arrange Tracks" alcanzó el puesto 59.

## Desarrollo
Los soundtracks de Nier fueron compuestos por una colaboración del estudio Monaca, dirigido por Keiichi Okabe. Los otros compositores incluyen a Kakeru Ishihama, Keigo Hoashi, y Takafumi Nishimura de Cavia, el desarrollador del juego. Okabe fue el compositor principal y director del proyecto. Okabe fue llevado al proyecto cuando el concepto del juego fue creado y trabajó intermitentemente en la banda sonora por los siguientes 3 años hasta su lanzamiento. La música del juego fue totalmente compuesta fuera del desarrollo del juego. La música fue diseñada para diferentes motivos para estar presente en diversos modos a lo largo del soundtrack y también para transmitir una sensación de tristeza, incluso durante pistas emocionantes. Okabe tuvo una gran libertad con respecto a cómo iba a sonar la música; la petición principal del director del juego Yoko Taro fue que utilizaran un gran trabajo vocal.
La banda sonora se compone principalmente de piezas acústicas melancólicas que están fuertemente acompañadas de la voz de Emi Evans (Emiko Rebecca Evans), una cantante de Inglaterra que vive en Tokio. Ella es cantante de la banda Fresscape y ha trabajado anteriormente en otros videojuegos como Etrian Odissey. El equipo Monaca ya la había conocido por haber trabajado con ellos en un proyecto anterior, y Okabe quería trabajar con ella en Nier. Ella llegó unos meses después de la reunión inicial en otoño de 2010, para ser vocalista de la banda sonora. Además de cantar, a Evans se le pidió escribir sus propias letras en idiomas futuristas. Los compositores le dieron la versión preliminar de las canciones y el estilo del idioma que deseaban que estuviese, como gaélico escocés o francés, y ella inventaba las palabras. Evans escribió canciones en gaélico escocés, portugués, español, italiano, francés, inglés y japonés, y escribió la canción "Song of the Ancients" totalmente en un idioma ficticio. Ella escribió la canción escuchando canciones en tantos idiomas como le fuera posible y los unió. Para los otros idiomas, ella trató de imaginar como se escucharía 1000 años después.
Okabe no quería utilizar letras tradicionales, el sentía que entraría en conflicto con el diseño del mundo en el juego y quería usar una gran variedad de lenguajes para representar la naturaleza abierta del juego. Él tampoco quería letras fácilmente reconocibles para ser cantadas en el fondo mientras los personajes hablaban, y para que ninguna palabra interfiera y provoque una emoción específica en el jugador. Evans solamente conoce Inglés, Japonés y francés, cuando empezó el proyecto escuchó otros idiomas en You Tube para aprender los ritmos y sus sonidos, luego ella los mezcló y los cambió. Okabe le dio mucha libertad a Evans para decidir la forma de integrar las letras con las primeras versiones de las canciones, y cómo él no sabía en que parte se usarían las canciones, le dio una dirección en la forma de tonos emocionales para las canciones. Luego los compositores modificarían las canciones en revisiones posteriores para saber cómo Evans había cantado para esa canción.

### Bonus exclusivo de Japón
Square Enix incluyó como contenido extra 1 de los 2 miniálbumes al preordenar Nier en Japón. El álbum variaba dependiendo de la plataforma e incluía 4 canciones del juego original y un tema exclusivo como bonus de la misma, la preorden para Xbox 360 incluía "NieR Gestalt Mini Album" y la versión para PlayStation 3 incluía "NieR Replicant Mini Album". Fue entregado coincidiendo con la fecha de lanzamiento del juego, el 22 de abril de 2010.

#### NieR Gestalt Mini Album
Exclusivo para la preorden en Xbox 360, contiene 4 canciones del álbum doble. Las canciones extraídas de NieR Gestalt - disco 1 son; 1.-"Snow in Summer" y 4.-"Blu-bird" y de NieR Replicant - disco 2 son; 8.-"The Lost Forest" y 13.-"Emil / Karma". Además incluye un tema inédito titulado "Kaine / Rain of Light", una versión electrónica acompañada de la voz de Emi Evans.
| NieR Gestalt Mini Album |                         |                |          |  |
| N.º                     | Título                  | Título japonés | Duración |  |
| 1.                      | «Snow in Summer»        | 夏ノ雪         | 4:59     |  |
| 2.                      | «Blu-bird»              | 青イ鳥         | 2:40     |  |
| 3.                      | «The Lost Forest»       | 失ワレタ森     | 2:58     |  |
| 4.                      | «Emil / Karma»          | エミール／業苦 | 3:22     |  |
| 5.                      | «Kainé / Rain of Light» | ----------     | 4:12     |  |
| 18:12                   |                         |                |          |  |

#### NieR Replicant Mini Album
Exclusivo para la preorden en PlayStation 3, contiene 4 canciones del álbum doble. Las canciones extraídas de NieR Gestalt - disco 1 son; 2.-"Hills of Radiant Wind" y 7.-"Song of the Ancients / Devola", mientras que de NieR Replicant - disco 2 son: 1.-"The Dark Colossus Destroys All" y 3.-"Kainé / Salvation". Al igual que la versión para Xbox 360, incluye una pista exclusiva titulada "Voice of Replicant", un tema dramático acompañado de una interpretación triste de piano.
| NieR Replicant Mini Album |                                  |                        |          |  |
| N.º                       | Título                           | Título japonés         | Duración |  |
| 1.                        | «Kainé / Salvation»              | カイネ／救済           | 3:02     |  |
| 2.                        | «Hills of Radiant Wind»          | 光ノ風吹ク丘           | 2:54     |  |
| 3.                        | «Song of the Ancients / Devola»  | イニシエノウタ／デボル | 3:05     |  |
| 4.                        | «The Dark Colossus Destroys All» | 全テヲ破壊スル黒キ巨人 | 3:03     |  |
| 5.                        | «Voice of Replicant»             | ----------             | 4:07     |  |
| 16:11                     |                                  |                        |          |  |

## Banda sonora

### NieR Gestalt & Replicant Original Soundtrack
Square Enix lanzó un álbum doble de la banda sonora del juego el 21 de abril de 2010, llamado NieR Gestalt & Replicant Original Soundtrack. El álbum doble de 2 horas y 30 minutos de duración tiene el número de catálogo SQEX-10189/90.
La banda sonora se compone principalmente de piezas acústicas melancólicas que están fuertemente acompañadas de la voz de Emi Evans. De las 43 canciones del álbum doble, solamente 9 no están acompañadas de voz; las 4 versiones de "Dispossession" y "Yonah", al igual que "Dance of the Evanescent". Con la excepción de "Ashes of Dream", las letras no tienen la intención de significar algo; para la canción, a Evans se le dio una lista de palabras japonesas para usar, las cuales ella luego tradujo al inglés, francés y gaélico escocés. La canción y sus variantes fueron las últimas en ser grabados, y Evans convenció a los compositores que una canción del álbum debería tener letras reconocibles en lugar de inglés futurista como ellos tenían originalmente planeado. Evans encontró la canción "Ashes" la más difícil de escribir en la banda sonora, ya que tenía dificultades para escribir letras que cumplieran el criterio de desesperación y falta de esperanza de los compositores.
"Hills of Radiant Wind" es una de las pocas canciones alentadoras del melancólico álbum, para esta pieza Evans cantó en forma portuguesa en un estilo que sonase como si un espíritu estuviera flotando en el viento. Para la canción "Grandma" cantó en estilo francés, tratando de "poner tanta angustía y melancolía" como fuera posible; ella creó la canción en una única grabación y es "una de las canciones más memorables" que ha cantado. "The Wretched Automatons" es cantada en una variante de inglés y fue grabada antes de añadirle sonidos mecánicos que se escuchan a lo largo de la pista, mientras que "Kainé" es una versión gaélica.
El álbum llegó al puesto 24 en la lista de música de Japón Oricon, y permaneció en la lista por 11 semanas. Fue bien recibido por los críticos; Patrick Gann de RPGFan llamó al álbum "una banda sonora incríblemente buena" y lo nombró como candidato para banda sonora de videojuegos del año, al igual que "una de las mejores bandas sonoras de un videojuego de todos los tiempos". Aplaudió que la música era a la vez "meticulosamente elaborada" y "accesible para un oído no entrenado". Don Kotowski de Square Enix Music En línea elogió el "cautivador trabajo vocal" y una composición "exquisita". Él también mencionó que cada canción conserva un sentido de individualidad, incluso cuando se reutilizan temas de otras pistas. Él estuvo menos gratificado hacia los miniálbumes, los cuales consideraba como buenas introducciones para las pistas del juego, pero que no vale la pena comprarlos por separado. Jason Napolitano de Original Sound Version elogió también el álbum, diciendo que "sin duda alguna una de las mejores bandas sonoras que Square Enix ha publicado estos años". Llamándolo "cautivante" y "de otro mundo", él elogió la originalidad del álbum y la voz de Evans. Posteriormente Original Sound Version lo nombró como uno de los mejor banda sonora de un videojuego de 2010, y Square Enix Music Online la galardonó como mejor banda sonora japonesa de un videojuego del año.
| NieR Gestalt - disco 1 |                                  |                        |          |  |
| N.º                    | Título                           | Título japonés         | Duración |  |
| 1.                     | «Snow in Summer»                 | 夏ノ雪                 | 4:59     |  |
| 2.                     | «Hills of Radiant Wind»          | 光ノ風吹ク丘           | 2:53     |  |
| 3.                     | «The Incomplete Stone»           | 不完全ナ石             | 4:42     |  |
| 4.                     | «Blu-bird»                       | 青イ鳥                 | 2:40     |  |
| 5.                     | «Cold Steel Coffin"»             | 心閉ザセシ鉄棺         | 3:26     |  |
| 6.                     | «Grandma"»                       | オバアチャン           | 3:40     |  |
| 7.                     | «Song of the Ancients / Devola»  | イニシエノウタ／デボル | 3:05     |  |
| 8.                     | «The Wretched Automatons»        | 愚カシイ機械           | 4:48     |  |
| 9.                     | «City of Commerce»               | 売買ノ街               | 2:18     |  |
| 10.                    | «Song of the Ancients / Popola»  | イニシエノウタ／ポポル | 3:04     |  |
| 11.                    | «The Prestigious Mask»           | 仮面ノ誉               | 2:26     |  |
| 12.                    | «Temple of Drifting Sands»       | 流砂ノ神殿             | 4:03     |  |
| 13.                    | «Gods Bound by Rules»            | 掟ニ囚ワレシ神         | 4:38     |  |
| 14.                    | «The Ultimate Weapon»            | 最終兵器               | 4:55     |  |
| 15.                    | «Deep Crimson Foe»               | 深紅ノ敵               | 2:21     |  |
| 16.                    | «Dispossession / Piano Ver.»     | 喪失／Ver.ピアノ       | 2:40     |  |
| 17.                    | «Dispossession / Strings Ver.»   | 喪失／Ver.重奏         | 2:14     |  |
| 18.                    | «Dispossession / Pluck Ver.»     | 喪失／Ver.弦           | 2:57     |  |
| 19.                    | «Dispossession / Music Box Ver.» | 喪失／Ver.オルゴール   | 1:34     |  |
| 20.                    | «Yonah / Piano Ver.»             | ヨナ／Ver.ピアノ       | 2:53     |  |
| 21.                    | «Yonah / Strings Ver.»           | ヨナ／Ver.重奏         | 3:06     |  |
| 22.                    | «Yonah / Pluck Ver. 1»           | ヨナ／Ver.弦その1      | 2:39     |  |
| 23.                    | «Yonah / Pluck Ver. 2»           | ヨナ／Ver.弦その2      | 1:57     |  |
| 68:78                  |                                  |                        |          |  |

| NieR Replicant - disco 2 |                                        |                                        |          |  |
| N.º                      | Título                                 | Título japonés                         | Duración |  |
| 1.                       | «The Dark Colossus Destroys All»       | 全テヲ破壊スル黒キ巨人                 | 3:03     |  |
| 2.                       | «Song of the Ancients / Hollow Dreams» | イニシエノウタ／虚ロナ夢               | 2:41     |  |
| 3.                       | «Kainé / Salvation»                    | カイネ／救済                           | 3:03     |  |
| 4.                       | «Kainé / Escape»                       | カイネ／逃避                           | 3:07     |  |
| 5.                       | «His Dream»                            | 彼ノ夢                                 | 1:57     |  |
| 6.                       | «This Dream»                           | 此ノ夢                                 | 1:56     |  |
| 7.                       | «Repose»                               | 休息                                   | 2:40     |  |
| 8.                       | «The Lost Forest»                      | 失ワレタ森                             | 2:58     |  |
| 9.                       | «Song of the Ancients / Fate»          | イニシエノウタ／運命                   | 5:17     |  |
| 10.                      | «Shadowlord's Castle / Memory»         | 魔王ノ城／記憶                         | 2:50     |  |
| 11.                      | «Dance of the Evanescent»              | 儚キ者達ノ舞踏                         | 0:54     |  |
| 12.                      | «Shadowlord's Castle / Roar»           | 魔王ノ城／咆吼                         | 4:14     |  |
| 13.                      | «Emil / Karma»                         | エミール／業苦                         | 3:22     |  |
| 14.                      | «Emil / Sacrifice»                     | エミール／犠牲                         | 3:27     |  |
| 15.                      | «Shadowlord»                           | 魔王                                   | 5:25     |  |
| 16.                      | «Ashes of Dreams / New»                | Ashes of Dreams／English Version       | 6:18     |  |
| 17.                      | «Ashes of Dreams / Nouveau»            | Ashes of Dreams／Nouveau-FR Version    | 5:47     |  |
| 18.                      | «Ashes of Dreams / Nuadhaich»          | Ashes of Dreams／Nuadhaich-GER Version | 5:47     |  |
| 19.                      | «Ashes of Dreams / Aratanaru»          | Ashes of Dreams／Aratanaru-JP Version  | 6:29     |  |
| 20.                      | «Shadowlord - White-note remix»        | 魔王 - White-note remix                | 4:56     |  |
| 71:71                    |                                        |                                        |          |  |

### NieR Gestalt & Replicant 15 Nightmares & Arrange Tracks
Un álbum de música modificada fue publicado por Square Enix el 8 de diciembre de 2010. El álbum, NieR Gestalt & Replicant 15 Nightmares & Arrange Tracks, contiene 11 pistas con una duración total de 54:43 y tiene el número de catálogo SQEX-10212. Las modificaciones fueron hechas por Keiichi Okabe y con miembros de su equipo Monaca, Kakeru Ishihama y Keigo Hoashi, otros incluyen a Ryuichi Takada y Hidekazu Tanaka. Las primeras 5 canciones fueron modificadas en estilo techno y fueron incluidas en el juego junto con el DLC "The World of Recycled Vessel", mientras que las canciones restantes son versiones a capela, instrumentales, chiptunes y piano. En las notas de la portada del álbum, Okabe dijo que la mitad de las canciones del DLC estaban destinadas "más a la guerra" que las versiones originales y que la otra mitad tenía la intención de "mantener la imagen y la visión del mundo" de la música original.
El álbum alcanzó el lugar 59 en la lista de música Oricon, mantuvo la posición por 1 semana. Fue bien recibido por los críticos, aunque menos que el primer álbum; Patrick Gann criticó el álbum por no ser tan bueno como el original, aunque mencionó que "todavía puede ser bueno y ocupar el segundo lugar". Llegó a la conclusión de que las modificaciones eran de buena calidad, pero que los oyentes "no serían arrastrados por ello". Don Kotowski lo encontró como "un logrado álbum", pero inferior que el original ya que consideró que era más corto de lo que debería haber sido y que las 2 últimas canciones eran débiles en comparación a las demás. Jayson Napolitano también sintió que el álbum debía ser más largo; él pensó que los jugadores saltarían las canciones incluidas en el DLC en favor de las modificaciones acústicas, y que las seis canciones no fueron suficiente para superar las expectativas creadas por el original.
| NieR Gestalt & Replicant 15 Nightmares & Arrange Tracks |                                                   |                                        |          |  |
| N.º                                                     | Título                                            | Título japonés                         | Duración |  |
| 1.                                                      | «Song of the Ancients - Lost Androids Mixuxux»    | イニシエノウタ - Lost Androids Mixuxux | 5:35     |  |
| 2.                                                      | «Blu-bird - Hansel und Gretel»                    | 青イ鳥 - Hansel und Gretel             | 5:05     |  |
| 3.                                                      | «Shadowlord's Castle - Iron Fist mix feat.DJ-BKO» | 魔王ノ城 - Iron Fist mix feat.DJ-BKO   | 5:05     |  |
| 4.                                                      | «Emil - Ultimate Weapon No.7»                     | エミール - Ultimate Weapon No.7        | 5:34     |  |
| 5.                                                      | «Shadowlord - Crying Yonah Version»               | 魔王 - Crying Yonah Version            | 5:39     |  |
| 6.                                                      | «Emil / Piano Ver.»                               | エミール/ピアノVer                     | 4:02     |  |
| 7.                                                      | «Kainé / Duet Ver.»                               | カイネ/重奏Ver                         | 4:17     |  |
| 8.                                                      | «The Wretched Automatons / A cappella»            | 愚カシイ機械/アカペラVer               | 3:32     |  |
| 9.                                                      | «Song of the Ancients / Piano Ver.»               | イニシエノウタ/ピアノVer               | 5:00     |  |
| 10.                                                     | «Shadowlord / Music Box Ver.»                     | 魔王/オルゴールVer                     | 2:15     |  |
| 11.                                                     | «The Legend of Nier: 8-bit Heroes»                | ニーアの伝説～8ビットの勇者たち～      | 8:39     |  |
| 54:43                                                   |                                                   |                                        |          |  |

### NieR Tribute Album -echo-
Un nuevo álbum fue producido por Square Enix y distribuido por Sony Music Distribution Japón el 14 de septiembre de 2011. El álbum titulado NieR Tribute Album -echo- contiene 12 pistas completamente modificadas con una duración total de 60:46 y tiene el número de catálogo SQEX-10247. Las modificaciones fueron hechas nuevamente por Keiichi Okabe y miembros del equipo Monaca que incluyen a Kakeru Ishihama y Keigo Hoashi, otros incluyen a Ryuichi Takada y Hidekazu Tanaka.
| NieR Tribute Album -echo- | |                                                                           |          |  |
| N.º                       | Título                                                                                              | Título japonés                                                            | Duración |  |
| 1.                        | «Repose "SEXY-SYNTHESIZER"»                                                                         | 休息 "SEXY-SYNTHESIZER"                                                   | 6:28     |  |
| 2.                        | «Kainé / Salvation / Kainé / Escape "matryoshka"»                                                   | カイネ／救済〜カイネ／逃避 "matryoshka"                                   | 3:24     |  |
| 3.                        | «Temple of Drifting Sands "millstones"»                                                             | 流砂ノ神殿 "millstones"                                                   | 5:03     |  |
| 4.                        | «Emil / Sacrifice "Ametsub"»                                                                        | エミール/犠牲 "Ametsub"                                                   | 4:44     |  |
| 5.                        | «Suite Of Nier (Restructuring-Snow in Summer, The Ultimate Weapon, ———Ashes of Dreams) "Go-qualia"» | Suite Of Nier (Restructuring-夏ノ雪,最終兵器,Ashes of Dreams) "Go-qualia" | 5:58     |  |
| 6.                        | «Shadowlord's Castle / Roar "RÄFVEN"»                                                               | 魔王ノ城／咆吼 "RÄFVEN"                                                   | 2:46     |  |
| 7.                        | «The Incomplete Stone "Nobu44"»                                                                     | 不完全ナ石 "Nobu44"                                                       | 5:10     |  |
| 8.                        | «Song of the Ancients / Devola ~ Song of the Ancients / Popola "sasakure.UK"»                       | イニシエノウタ／デボル〜イニシエノウタ／ポポル "sasakure.UK"              | 5:18     |  |
| 9.                        | «The Wretched Automatons ~ Hills of Radiant Wind "KanouKaoru"»                                      | 愚カシイ機械〜光ノ風吹ク丘 "KanouKaoru"                                   | 3:52     |  |
| 10.                       | «Grandma "Schroeder-Headz"»                                                                         | オバアチャン "Schroeder-Headz"                                            | 4:22     |  |
| 11.                       | «The Lost Forest "NO‐NO₂"»                                                                          | 失ワレタ森 "NO‐NO₂"                                                       | 5:10     |  |
| 12.                       | «Snow in Summer ~ The Dark Colossus Destroys All "world's end girlfriend"»                          | 夏ノ雪〜全テヲ破壊スル黒キ巨人 "world's end girlfriend"                   | 8:31     |  |
| 60:46                     | |                                                                           |          |  |

## NieR Gestalt & Replicant Official Score Book
Un libro de partituras de canciones de piano del juego por Keiichi Okabe fue publicado el 22 de abril de 2011 por KMP. El libro titulado NieR Gestalt & Replicant Official Score Book contiene 25 composiciones en 112 páginas. Los acordes para guitarra de la canción "Song of the Ancients / Devola" y "Yonah / Strings Ver", por Yuji Sekiguchi, fueron incluidos en el libro de partituras de solo de guitarra titulado Square Enix Official Best Collection, publicado en mayo de 2011 por KMP.